# インイヤーモニター
インイヤーモニターとは、ステージ上のミュージシャンやオーディオエンジニアが音響チェックに使用したり、オーディオマニアが音楽を聴くのに使用するもの。周辺環境からのノイズ（雑音・騒音）を高レベルで遮断するため、例外なく外耳に挿し込んで装着する「カナル形」となっている。

## 概要

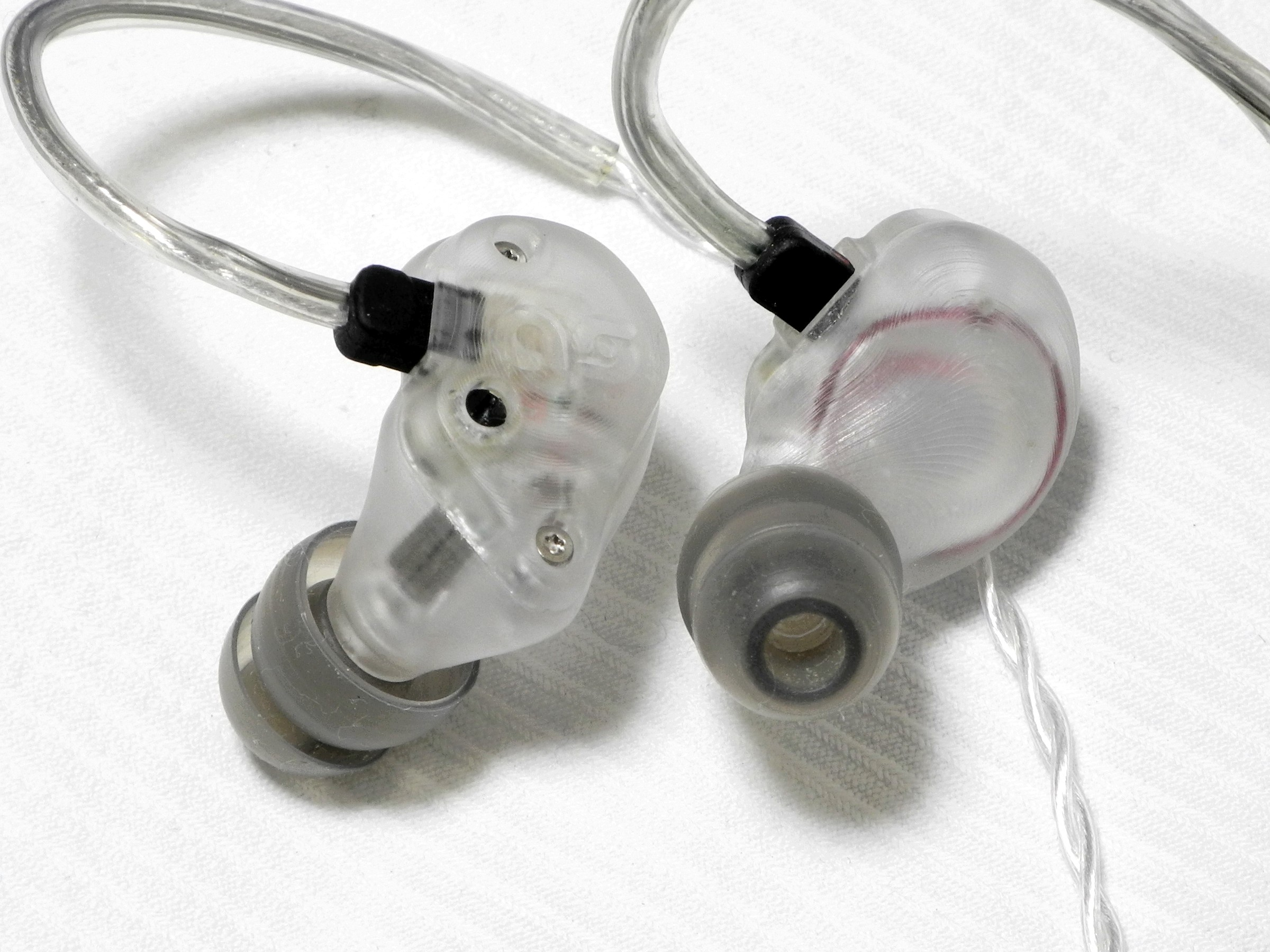
ユニバーサルIEMの例
(Aurisonics ASG-2)

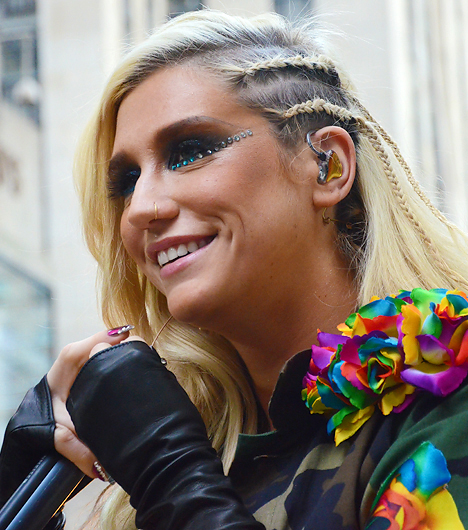
装着例（ケシャ）

モニタリングシステムは、ステージ上のパフォーマーにオーディオソースのミックスを提供するシステムで、従来、モニタースピーカーはステージ上に置かれ、ミュージシャンに向けられていた。しかし、演奏やパフォーマンスの高度化によって、それは歌うのに役立つよりも気が散る要素となった。また、大音量で鳴るモニタースピーカーはミュージシャンの聴力に悪影響を与えかねない問題もあった。それらを解決するためにステージ上のパフォーマー・演奏者は、それぞれモニターヘッドフォンを着用し、個々のモニターに必要なミキシングされたサウンドを聞くようになった。パフォーマンスをしない演奏者たちはモニターヘッドフォンを使用できるが、ステージ上で動き回るボーカルなどのパフォーマーには小型軽量で視覚的に目立たないインイヤーモニターが用いられるようになった。一般的にステージ上で用いられるIEMは無線接続され、ミキシングされたサウンドは送信器から各々のIEMに送信される。
インイヤーモニターは、従来のイヤフォンと同様に、コンシューマ向けにユニバーサル製品として供給されている。カナル部分についてはイヤーチップ（イヤーピース）を交換することで使用者の外耳（や好み）に合わせることができる。イヤーチップの形状や大きさ、材質により音質や遮音性が大きく変わる。コンシューマ製品では予めさまざまな大きさや種類のイヤーチップが添付されており、使用者に合うものを選んで装着することとなる。
さらにプロの音楽家や一部のマニア層向けにカスタムモールドを行うサービスを各IEMメーカーが行っている。カスタムモールドは一般的には耳鼻科医院にてインプレッション（外耳道の型）を採取し、それをIEMメーカーに送付して型に合わせて成形される。モールドは一般的にはアクリル製で、オーダーによりさまざまなカラーリングにすることが出来る。メーカーによってはカナル部分がシリコン製となっているものもある。いずれにしても、装着時は外耳に密着し、内耳は外部環境から遮断されるため、高レベルのノイズリダクションが実現される。それにより、音量を小さくすることができ、耳の負担を軽減することができる。
ケーブルは、一般的には耳たぶの上から後ろへまわし、保持性を確保する。 日本では2004年以降、IEM製品が本格的に販売されるようになり、初期にShureの製品（E2cなど）が注目された経緯から俗に「シュア掛け」 と呼ばれるようになった。高価格帯の製品はケーブルを交換出来る構造となっている。